# Erannis connectaria
Erannis connectaria là một loài bướm đêm trong họ Geometridae.